# Grandeur molaire
En thermodynamique, une grandeur molaire est définie par le quotient d'une grandeur extensive d'un système sur la quantité de matière totale contenue dans ce système.
Une grandeur molaire (notée {\displaystyle {\bar {X}}} ou {\displaystyle X_{\mathrm {m} }}) d'un composé chimique pur ou d'un mélange est le rapport de la grandeur extensive totale {\displaystyle X} à la quantité de matière totale (ou nombre de moles total) {\displaystyle n} du corps pur ou du mélange :
| Grandeur molaire : {\displaystyle {\bar {X}}=X_{\mathrm {m} }={\frac {X}{n}}} |

Contrairement à la grandeur {\displaystyle X}, la grandeur molaire {\displaystyle {\bar {X}}} est une grandeur intensive, elle ne dépend donc pas de la quantité de matière totale du mélange, mais uniquement des proportions des constituants du mélange. Ainsi, tous les mélanges de même composition, aux mêmes pression et température, ont les mêmes grandeurs molaires, quels que soient le volume ou la masse de ces mélanges. Par exemple, 20 litres ou 20 mètres cubes d'un mélange eau-éthanol à 40 % d'éthanol dans les conditions normales de température et de pression ont le même volume molaire {\displaystyle {\bar {V}}}, la même énergie interne molaire {\displaystyle {\bar {U}}}, la même entropie molaire {\displaystyle {\bar {S}}}, etc.

## Définition
Soit un mélange de {\displaystyle N} constituants (pour un corps pur {\displaystyle N=1}) à pression {\displaystyle P} et température {\displaystyle T}, chaque constituant {\displaystyle i} étant représenté par {\displaystyle n_{i}} moles, le mélange étant en une seule phase (gaz, liquide ou solide).
Par définition une grandeur extensive totale {\displaystyle X} du mélange est proportionnelle à la quantité de matière du mélange à pression {\displaystyle P} et température {\displaystyle T} données. Aussi, si la quantité de chacun des constituants est multipliée par un même nombre {\displaystyle \alpha } positif quelconque, la grandeur {\displaystyle X} est elle-même multipliée par {\displaystyle \alpha }. Si l'on note {\displaystyle \left[n_{1},n_{2},\cdots ,n_{N}\right]} le vecteur des quantités des constituants du mélange, on peut écrire pour la grandeur {\displaystyle X} :
Soit {\displaystyle n} la quantité totale de matière dans le mélange :
{\displaystyle n=\sum _{i=1}^{N}n_{i}}
On définit pour chacun des constituants du mélange la fraction molaire {\displaystyle x_{i}} :
{\displaystyle x_{i}={\frac {n_{i}}{n}}}
En reprenant la définition de la grandeur extensive, nous pouvons écrire :
{\displaystyle X\!\left(P,T,\left[n_{1},n_{2},\cdots ,n_{N}\right]\right)=X\!\left(P,T,\left[n\cdot x_{1},n\cdot x_{2},\cdots ,n\cdot x_{N}\right]\right)=n\cdot X\!\left(P,T,\left[x_{1},x_{2},\cdots ,x_{N}\right]\right)}
La grandeur {\displaystyle X\!\left(P,T,\left[x_{1},x_{2},\cdots ,x_{N}\right]\right)} est donc la valeur de la grandeur {\displaystyle X} pour une quantité totale de 1 mole, puisque par construction {\displaystyle \sum _{i=1}^{N}x_{i}=1}. 
Pour toute grandeur extensive totale {\displaystyle X} d'un mélange, on définit la grandeur molaire correspondante, notée {\displaystyle {\bar {X}}} ou {\displaystyle X_{\mathrm {m} }}, par :
| Grandeur molaire : {\displaystyle {\bar {X}}=X_{\mathrm {m} }={\frac {X}{n}}} |

Cette définition est équivalente à l'expression suivante :
avec :
- {\displaystyle {\bar {X}}} ou {\displaystyle X_{\mathrm {m} }}[1] la grandeur molaire du composé pur ou du mélange ;
- {\displaystyle X} la grandeur extensive totale du composé pur ou du mélange ;
- {\displaystyle n} la quantité totale du composé pur ou du mélange (rappel : pour un mélange de {\displaystyle N} constituants : {\displaystyle n=\sum _{i=1}^{N}n_{i}}).

La dimension d'une grandeur molaire est celle de la grandeur exprimée par mole, par exemple :
- l'enthalpie {\displaystyle H} est exprimée en joules (J), l'enthalpie molaire {\displaystyle {\bar {H}}=H_{\mathrm {m} }} en joules par mole (J/mol) ;
- l'entropie {\displaystyle S} est exprimée en joules par kelvin (J/K), l'entropie molaire {\displaystyle {\bar {S}}=S_{\mathrm {m} }} en joules par kelvin mole (J K−1 mol−1) ;
- le volume {\displaystyle V} est exprimé en mètres cubes (m3), le volume molaire {\displaystyle {\bar {V}}=V_{\mathrm {m} }} en mètres cubes par mole (m3/mol).

Une grandeur molaire est une grandeur intensive, car elle ne dépend pas de la quantité de matière totale {\displaystyle n} du mélange (elle est définie pour une quantité de 1 mole de mélange) ; une grandeur molaire ne dépend que des proportions (fractions molaires) des constituants du mélange : {\displaystyle {\bar {X}}={\bar {X}}\!\left(P,T,\left[x_{1},x_{2},\cdots ,x_{N}\right]\right)}. Pour un corps pur, puisque {\displaystyle x=1}, les grandeurs molaires ne dépendent que de la pression et de la température : {\displaystyle {\bar {X}}^{*}={\bar {X}}^{*}\!\left(P,T,x=1\right)={\bar {X}}^{*}\!\left(P,T\right)}.
À pression, température et composition données, étant donné le caractère extensif de la grandeur {\displaystyle X}, il suffit de connaitre, par détermination expérimentale ou par calcul, la valeur de {\displaystyle {\bar {X}}} pour connaitre la valeur de {\displaystyle X} dans les mêmes conditions pour n'importe quelle quantité de matière totale {\displaystyle n}, puisque par définition {\displaystyle X=n\cdot {\bar {X}}}.

## Relations entre grandeurs molaires
Les grandeurs molaires sont liées entre elles par les mêmes relations que les grandeurs extensives.

### Potentiels thermodynamiques
Si l'on considère par exemple l'enthalpie libre {\displaystyle G} :
on peut écrire, en divisant par la quantité de matière {\displaystyle n} totale du mélange :
{\displaystyle {\frac {G}{n}}={\frac {U+PV-TS}{n}}={\frac {U}{n}}+P{\frac {V}{n}}-T{\frac {S}{n}}}
avec :
- {\displaystyle {\bar {G}}={\frac {G}{n}}}, enthalpie libre molaire ;
- {\displaystyle {\bar {U}}={\frac {U}{n}}}, énergie interne molaire ;
- {\displaystyle {\bar {V}}={\frac {V}{n}}}, volume molaire ;
- {\displaystyle {\bar {S}}={\frac {S}{n}}}, entropie molaire ;

on a pour l'enthalpie libre molaire :
On aura de même pour les autres potentiels thermodynamiques :

### Relations de Maxwell
En appliquant le théorème de Schwarz aux relations de Maxwell, on aura par exemple pour le volume :
{\displaystyle V=\left({\frac {\partial G}{\partial P}}\right)_{T,n}}
{\displaystyle \left({\frac {\partial V}{\partial n}}\right)_{P,T}=\left({\frac {\partial }{\partial n}}\left({\frac {\partial G}{\partial P}}\right)_{T,n}\right)_{P,T}=\left({\frac {\partial }{\partial P}}\left({\frac {\partial G}{\partial n}}\right)_{P,T}\right)_{T,n}}
d'où :
{\displaystyle {\bar {V}}=\left({\frac {\partial {\bar {G}}}{\partial P}}\right)_{T,n}}
On a par conséquent, entre autres :

### Relation de Gibbs-Helmholtz
En appliquant le théorème de Schwarz à la relation de Gibbs-Helmholtz on aura pour les enthalpie et enthalpie libre molaires :
On a également la relation équivalente pour les énergie interne et énergie libre molaires :

### Capacités thermiques
La capacité thermique isochore {\displaystyle C_{V}} et la capacité thermique isobare {\displaystyle C_{P}} sont respectivement définies par :
{\displaystyle C_{V}=T\left({\frac {\partial S}{\partial T}}\right)_{V,n}=\left({\frac {\partial U}{\partial T}}\right)_{V,n}}
{\displaystyle C_{P}=T\left({\frac {\partial S}{\partial T}}\right)_{P,n}=\left({\frac {\partial H}{\partial T}}\right)_{P,n}}
En appliquant le théorème de Schwarz, on a donc :

## Relation avec les grandeurs molaires partielles

### Grandeur molaire partielle
Soit un mélange de {\displaystyle N} constituants. Pour toute grandeur extensive {\displaystyle X} du mélange on définit pour chaque constituant {\displaystyle i} la grandeur molaire partielle :
À pression et température constantes, lorsque le mélange tend vers le corps {\displaystyle i} pur (c'est-à-dire lorsque les quantités des constituants du mélange autres que {\displaystyle i} tendent vers zéro, la fraction molaire {\displaystyle x_{i}} tendant vers 1) la grandeur molaire partielle {\displaystyle {\bar {X}}_{i}} tend vers la grandeur molaire {\displaystyle {\bar {X}}_{i}^{*}} du corps {\displaystyle i} pur à ces mêmes pression et température :

### Théorème d'Euler
Par le théorème d'Euler sur les fonctions homogènes du premier ordre, une grandeur extensive {\displaystyle X} d'un mélange est liée aux grandeurs molaires partielles {\displaystyle {\bar {X}}_{i}} de chacun de ses constituants par la relation :
| Théorème d'Euler : {\displaystyle X=\sum _{i=1}^{N}n_{i}{\bar {X}}_{i}} |

En divisant par {\displaystyle n=\sum _{i=1}^{N}n_{i}} le nombre total de moles dans le mélange, 
{\displaystyle x_{i}={\frac {n_{i}}{n}}} étant la fraction molaire du corps {\displaystyle i} dans le mélange, on obtient la relation entre la grandeur molaire d'un mélange et les grandeurs molaires partielles de ses constituants :
| Grandeur molaire : {\displaystyle {\bar {X}}=\sum _{i}^{n}x_{i}{\bar {X}}_{i}} |

En particulier pour l'enthalpie libre {\displaystyle G} on peut écrire, étant donné l'identité des enthalpies libres molaires partielles {\displaystyle {\bar {G}}_{i}} et des potentiels chimiques {\displaystyle \mu _{i}} :

### Autres relations
On peut écrire, puisque {\displaystyle X=n{\bar {X}}} et {\displaystyle n=\sum _{i=1}^{N}n_{i}} :
| {\displaystyle {\bar {X}}_{i}={\bar {X}}+n\left({\partial {\bar {X}} \over \partial n_{i}}\right)_{P,T,n_{j\neq i}}} |

La grandeur molaire peut être écrite aussi bien en tant que fonction des quantités que des fractions molaires des constituants du mélange :
{\displaystyle {\bar {X}}={\bar {X}}\!\left(P,T,n\right)={\bar {X}}\!\left(P,T,x\right)}
Le théorème de dérivation des fonctions composées permet d'écrire :
{\displaystyle \left({\partial {\bar {X}} \over \partial n_{i}}\right)_{P,T,n_{j\neq i}}=\sum _{j=1}^{N}\left({\partial {\bar {X}} \over \partial x_{j}}\right)_{P,T,x_{k\neq j}}\left({\partial x_{j} \over \partial n_{i}}\right)_{P,T,n_{k\neq i}}}
Les quantités de matière et les fractions molaires étant liées par la définition {\displaystyle x_{i}=n_{i}/n}, on a :
- si {\displaystyle i=j} : {\displaystyle \left({\partial x_{i} \over \partial n_{i}}\right)_{n_{k\neq i}}={1 \over n}-{n_{i} \over n^{2}}={1 \over n}-{x_{i} \over n}} ;
- si {\displaystyle i\neq j} : {\displaystyle \left({\partial x_{j} \over \partial n_{i}}\right)_{n_{k\neq i}}=-{n_{j} \over n^{2}}=-{x_{j} \over n}}.

Par conséquent :
{\displaystyle \left({\partial {\bar {X}} \over \partial n_{i}}\right)_{P,T,n_{j\neq i}}={1 \over n}\left({\partial {\bar {X}} \over \partial x_{i}}\right)_{P,T,x_{k\neq i}}-\sum _{j=1}^{N}{x_{j} \over n}\left({\partial {\bar {X}} \over \partial x_{j}}\right)_{P,T,n_{k\neq j}}}
et finalement :
| {\displaystyle {\bar {X}}_{i}={\bar {X}}+\left({\partial {\bar {X}} \over \partial x_{i}}\right)_{P,T,x_{k\neq i}}-\sum _{j=1}^{N}x_{j}\left({\partial {\bar {X}} \over \partial x_{j}}\right)_{P,T,x_{k\neq j}}} |